# Stromanthe popolucana
Stromanthe popolucana là một loài thực vật có hoa trong họ Marantaceae. Loài này được Cast.-Campos, Vovides & Vázq.Torres miêu tả khoa học đầu tiên năm 1998.